# ロバート・ラトクリフ
ロバート・ラトクリフ（Robert R. Ratcliffe the 4th、1961年5月 - 2017年6月11日）は、日本の言語学者。元東京外国語大学教授。Ph.D.（言語学博士）。専門は、アラビア語学、一般言語学。

## 略歴
- 1983年6月 イェール大学古代ギリシア語・ラテン語分科卒業
- 1987年5月 イェール大学中東言語文化学科修士課程修了
- 1992年12月 イェール大学中東言語文化学科博士課程修了
- 1994年4月 島根県松江市国際交流員
- 1995年4月 熊本県立大学外国人教師（英語担当）
- 1997年4月 東京外国語大学外国語学部 講師
- 1999年4月 東京外国語大学外国語学部 助教授
- 2006年4月 東京外国語大学外国語学部 教授
- 2009年4月 東京外国語大学総合国際学研究院 言語文化部門 言語研究系 教授（大学院重点化に伴う配置換え）

## 研究業績
- "Analogy". 2005. Encyclopedia of Arabic Language and Linguistics, vol. 1, pp. 46-50. Leiden. E.J. Brill.
- "Sonority-Based Parsing at the Margins of Arabic Morphology: In response to Prunet, Beland, and Idrissi (2000) and Davis and Zawaydeh(1999, 2001)". 2005. Al-'Arabiyya , no. 37, pp. 73-95.
- 「アラビア語の二重言語性から見る規範と教育」2002　『語学研究所論集』東京外国語大学, pp. 163-168.
- 「アラビア文字」2001『イスラーム辞典』岩波書店

| スタブアイコン | サブスタブ | この項目は、まだ閲覧者の調べものの参照としては役立たない、人物に関連した書きかけの項目です。この項目を加筆・訂正などしてくださる協力者を求めています（P:人物伝/PJ:人物伝）。 |